# Vriesea rodigasiana
Vriesea rodigasiana är en gräsväxtart som beskrevs av Charles Jacques Édouard Morren. Vriesea rodigasiana ingår i släktet Vriesea och familjen Bromeliaceae. Inga underarter finns listade i Catalogue of Life.